# Seenotrettungsstation Deutsche Bucht/Helgoland
Die Seenotrettungsstation Deutsche Bucht/Helgoland gehört zu den wichtigsten Stationen der Deutschen Gesellschaft zur Rettung Schiffbrüchiger (DGzRS) an der Nordsee. Daher hat die Gesellschaft stets sehr leistungsfähige Rettungseinheiten dort stationiert, um die Seenotrettung auf der Nordsee zu gewährleisten. Nach den größeren Motorrettungsbooten der Vorkriegszeit ist seit 1955 auf Helgoland ein Seenotrettungskreuzer stationiert, der wie alle Kreuzer von einer fest angestellten Besatzung geführt wird. Die Station erhielt damals den ersten Neubau eines Rettungskreuzers der Gesellschaft, die HERMANN APELT.

## Einsatzgebiet
Helgoland liegt an der Schlüsselstelle des berüchtigten „nassen Dreiecks“ der Deutschen Bucht mit den Mündungen von Jade, Weser und Elbe. Rund 30 Kilometer (16 Seemeilen) westlich von Helgoland liegt die zu Niedersachsen gehörende Tiefwasserreede der Deutschen Bucht. Dort enden die zwei Verkehrstrennungsgebiete der Nordsee aus Richtung Westen und vereinigen sich zu einem der am stärksten befahrenem Großschifffahrtswege der Welt. Die Schiffe steuern nicht nur die Häfen von Wilhelmshaven, Bremerhaven und Hamburg an, sondern auch die Schleusen am Nord-Ostsee-Kanal in Brunsbüttel zur Weiterfahrt in die Ostsee.
Die exponierte Lage in der Nordsee gestattet die Absicherung der deutschen Hoheitsgewässer mit der ausschließlichen Wirtschaftszone, die bis zu 400 Kilometer weit nach Nordwesten in die Nordsee reicht. Bei größeren Such- und Rettungseinsätzen werden von Helgoland aus die umliegenden Stationen zwischen Borkum und Sylt unterstützt:
- Kreuzer der Seenotrettungsstation Borkum
- Kreuzer der Seenotrettungsstation Hooksiel
- Kreuzer der Seenotrettungsstation Bremerhaven
- Kreuzer der Seenotrettungsstation Cuxhaven
- Kreuzer der Seenotrettungsstation Amrum

## Aktuelle Rettungseinheit
Seit Juli 2003 liegt im Helgoländer Südhafen der große Seenotrettungskreuzer für die Nordsee HERMANN MARWEDE (H.M.). Das größte Schiff der DGzRS-Flotte und das einzige der 46-Meter-Klasse gilt als das größte Rettungsschiff der Welt. Wie alle Schiffe und Boote der DGzRS ist auch die H.M. als Selbstaufrichter gebaut und erreicht eine Geschwindigkeit von 25 Knoten. Die Treibstoffvorräte reichen bei Höchstgeschwindigkeit für Entfernungen bis zu 920 Seemeilen bzw. 1700 km oder für 36 Stunden Fahrzeit. Die drei Schiffsdieselmotoren leisten insgesamt 9250 PS oder 6800 kW. Das in der Heckwanne einsatzbereit mitgeführte Tochterboot Verena (II) ist ein Festrumpfschlauchboot (Rigid Inflatable Boat/RIB) mit geschlossener Kajüte von 8,90 Meter Länge. Besonderheit von TB 36 ist der Antrieb über zwei Jetantriebe.
Gemäß ihrer Konzeption und Baugröße weist die H.M. unter Deck ausreichend Platz auf, um eine größere Anzahl Schiffbrüchige oder Sonderausrüstung aufzunehmen. Das Bordhospital ist medizinisch wie ein Rettungswagen an Land ausgestattet. Im Heck befindet sich über dem Tochterboot ein Hubschrauberarbeitsdeck, um das schnelle Ein- und Ausfliegen von Personen per Hubschrauber zu ermöglichen. Für Löscheinsätze sind drei Löschmonitore im Aufbau vorhanden und für Schleppeinsätze steht ein Schlepphaken von 25 Tonnen Tragkraft zur Verfügung.

## Alarmierung
Der Station stehen insgesamt 15 professionelle Seenotretter zur Verfügung, von denen jeweils sieben für 14 Tage ständig an Bord leben. Sie können bei Bedarf aus einem Pool von Freiwilligen verstärkt werden. Die diensthabende Crew hört während ihrer Dienstzeit laufend den Schiffsfunk mit, um im Notfall sofort auslaufen zu können. Die Alarmierung erfolgt ansonsten durch die Zentrale der DGzRS in Bremen, wo die Seenotleitung Bremen (MRCC Bremen) ständig alle Alarmierungswege für die Seenotrettung überwacht. 
Für ihre Einsatzkräfte besitzt die DGzRS am Hafen Helgoland ein Stationsgebäude an der Westkaje. Zum Wachwechsel der Besatzung steuert die H.M. alle zwei Wochen Cuxhaven an. Dabei können gleichzeitig Vorräte und Betriebsstoffe ergänzt oder zusätzliche Ausrüstung an bzw. von Bord genommen werden. Bei längerer Abwesenheit von der Station Helgoland wie z. B. bei einem Werftaufenthalt erfolgte bis 2021 eine größere Umstationierung von Kreuzern anderer Stationen, da die bis dato eingesetzten Springer (Kreuzer ohne feste Station) nicht über eine vollwertige Brücke verfügten. Bevorzugte Vertreterin war die HARRO KOEBKE, der große Ostseekreuzer von der Seenotrettungsstation Sassnitz. 
Neben einem regulären festen Liegeplatz im Südhafen von Helgoland besteht noch ein Außenliegeplatz vor der Insel, um bei einem Seenotfall schneller an Ort und Stelle zu sein. Diese „Seeposition Deutsche Bucht“ gab der Station ihren Namen. Wegen der Zunahme des Seeverkehrs und zur Vorsorge für mögliche Katastrophenlagen auch in weiter entfernten Seegebieten sah man in den 1970er Jahren bei der DGzRS die Notwendigkeit für eine Beschaffung entsprechend leistungsfähiger Rettungseinheiten, die auch länger auf einer Seeposition liegen konnten.

## Rettungseinheiten auf Helgoland
| Stationierung von Motorrettungsbooten    |                 |                   |                            |              |                |                         |
| Zeitraum                                 | Schiffsname     | Länge oder Klasse | Anz. Motoren ges. Leistung | max. Geschw. | vorige Station | Verlegung bzw. Verbleib |
| 1913 → 1935                              | IRENE           | 11,0 Meter (H)    | 1 → 28 PS                  | 8,0 kn       | Neubau         | → Travemünde            |
| 1935 → 1945                              | DANIEL DENKER   | 15,0 Meter (H)    | 1 → 125 PS                 | 9,5 kn       | Neubau         | → Cuxhaven              |
| 1945 → 1952                              | kein Boot       | Station zerstört  |                            |              |                |                         |
| 1952 → 1954                              | MATTHÄUS MÖLLER | 11,0 Meter (S)    | 1 → 80 PS                  | 8,5 kn       | von Pellworm   | Reserveboot             |
| 1952 → 1955                              | RICKMER BOCK    | 14-m-Serie (S)    | 1 → 150 PS                 | 8,5 kn       | von Amrum      | → List                  |
| Stationierung von Seenotrettungskreuzern |                 |                   |                            |              |                |                         |
| 1955 → 1965                              | HERMANN APELT   | 21,5-Meter        | 3 → 1.600 PS               | 17,5 kn      | Neubau         | ausgemustert            |
| 1965 → 1979                              | ADOLPH BERMPOHL | 26-Meter-Klasse   | 3 → 2.400 PS               | 24,0 kn      | Neubau         | → List/Sylt             |
| 1977 → 1988                              | HERMANN RITTER  | 44-Meter-Klasse   | 3 → 6.000 PS               | 26,0 kn      | Neubau         | ausgemustert            |
| 1978 → 2003                              | WILHELM KAISEN  | 44-Meter-Klasse   | 3 → 6.000 PS               | 26,0 kn      | Neubau         | → Fehmarn               |
| seit 2003                                | HERMANN MARWEDE | 46-Meter-Klasse   | 3 → 9.250 PS               | 32,0 kn      | Neubau         | auf Station             |

Quellen: 